# Апорт
Апорт е вноска в капитала на търговско дружество. В повечето случаи предмет на вноска са пари, но законодателството допуска и непарични вноски наричани още апортни. Те имат за предмет вещи или права върху вещи, например недвижими имоти, стоки, материали, машини, съоръжения, автомобили, право на ползване, право на надстрояване и пристрояване, право на строеж. Не може да се прави апорт, чийто предмет е сервитут или владение върху вещ (владеенето не е право). Също така като апорт не може да бъде внасян труд или услуга на някои от съдружниците. Няма пречка предмет на апорт да бъде бъдеща вещ, но тя трябва да бъде описана в учредителния акт-устав или договор.
Апорт се прави от съдружници както в капиталови дружества така и в персонални, но с някои разлики.
- В персоналните дружества, събирателно дружество и командитно дружество, апортът не подлежи на експертна оценка. Съдружниците са свободни да внесат каквото желаят като апорт и могат да посочат стойност по-голяма или по-малка от реалната стойност на апорта. Това е така поради факта, че посочените дружества имат капитал, но той не подлежи на регистрация и като обезпечение за задълженията на дружеството служи личното имущество на съдружниците. Именно по тази причина е безинтересно за кредиторите на каква стойност е имуществото на персоналното дружество.
- При капиталовите дружества ситуацията е по-различна. При тях единственото обезпечение за кредиторите е капитала на дружеството и поради това е важно дали зад посоченото число наистина има имущество на тази стойност, от което могат да се удовлетворят. Именно поради това всяка апортна вноска подлежи на експертна оценка от трима експерти, посочвани от длъжностното лице по регистрацията. Тази оценка е задължителна за съдружниците правещи апорта и те не могат да впишат, че съответната вещ е на стойност по-висока от експертната. Но те могат да посочат по-ниска от експертната. По този начин зад капитала стои по-голямо имущество, от което да се удовлетворят кредиторите и увеличава доверието към дружеството.